# Per la Democràcia Social
El Moviment Per la Democràcia Social (Por la Democracia Social en castellà) o PODEMOS és un partit polític veneçolà de tendència socialdemòcrata. Es fa formar l'any 2003 com a escissió del Moviment al Socialisme (MAS).

## Història
El partit es va formar fruit de les desavinences d'un sector del Moviment al Socialisme, descontent amb els resultats de les eleccions primàries del MAS de 2001, que van donar la victòria al sector contrari a Hugo Chávez. Així, el 22 de març de 2002 aquest sector crític decideix crear PODEMOS en Assemblea fundacional, organitzant un Congrés per a abril del mateix any on es concretarien les línies ideològiques i la seva nova direcció. Al llarg de 2003 el partit obtindria el reconeixement de la Comissió Electoral tant a nivell regional com nacional.

### Suport a Chávez
A les eleccions regionals de 2004, en coalició amb altres forces chavistes, el partit va aconseguir les governacions de Sucre i Aragua, a més de diverses alcaldies. En els comicis legislatius de l'any següent van obtenir 15 diputats, esdevenint el segon partit en importància pel que fa als moviments pro-governamentals. A les Eleccions Presidencials de desembre de 2006 va obtenir 745.566 vots (6,53) per a Hugo Chávez, mantenint la segona posició.
Al març de 2007, davant l'intent d'agrupar totes les forces revolucionàries en el PSUV, el líder de Podemos, Ismael García va anunciar les seves reticències, encara que va assegurar que això no significaria que deixarien de donar suport a Chávez, però si desitjaven mantenir certa independència orgànica i mantenir-se com el moviment de centreesquerra.
Les contradiccions i tensions d'aquesta important decisió va provocar una divisió interna, abandonant el partit nombrosos militants, 22 dels 42 alcaldes, 9 dels 18 diputats, o 15 dels 24 secretaris regionals, entre d'altres càrrecs electes, per a formar part del PSUV.

### Separació del chavisme
Posteriorment, el partit es va anar distanciant progressivament de Chávez i del seu moviment, fins al punt de demanar el vot pel No davant el Referèndum constitucional de 2007, el qual pretenia aprofundir en la revolució bolivariana. Van establir-se com a tercera via entre l'oficialisme i l'oposició més dura, tot i que al 2008 van recolzar en diverses circumscripcions candidats de l'oposició per a les eleccions regionals d'aquell any. Al 2009 van acabar sumant-se a la coalició opositora de la Taula de la Unitat Democràtica (MUD), amb la qual es van presentar a les eleccions de 2010, quedant vuitens (sisens en la MUD) amb 423.991 vots i el 3.75%, amb només tres diputats electes.

### Retorn a l'oficialisme
Al juny de 2012 el Tribunal de Justícia designa una Junta ad hoc, amb la qual s'organitza una Assemblea Nacional que escull nous dirigents. L'any següent el partit trenca amb la MUD i s'integra en el Gran Pol Patriòtic Simón Bolívar, en el qual es presenta en les següents eleccions legislatives, així com dona suport a Nicolás Maduro per a les presidencials.

## Resultats electorals

### Eleccions legislatives
| Any  | Coalició | Vots    | %    | Escons   | +/- |
| ---- | -------- | ------- | ---- | -------- | --- |
| 2005 |          | 277,482 | 8.2  | 18 / 167 | Nou |
| 2010 | MUD      | 477,747 | 2.9  | 3 / 165  | 15  |
| 2015 |          |         |      |          |     |
| 2020 | GPPB     | 86,744  | 0.79 | 5 / 277  | 2   |